# Acanalonia mollicula
Acanalonia mollicula är en insektsart som beskrevs av Van Duzee 1914. Acanalonia mollicula ingår i släktet Acanalonia och familjen Acanaloniidae. Inga underarter finns listade i Catalogue of Life.